# Paralimosina ceylanica
Paralimosina ceylanica är en tvåvingeart som först beskrevs av Papp 1979.  Paralimosina ceylanica ingår i släktet Paralimosina och familjen hoppflugor.
Artens utbredningsområde är Sri Lanka. Inga underarter finns listade i Catalogue of Life.